# Antifa (Hoa Kỳ)
Các phong trào Antifa (/ænˈtiːfə, ˈæntiˌfɑː/)  trong nước Mỹ là một phong trào quân đội, cánh tả, chống phát xít hoạt động chính trị  trong đó bao gồm các nhóm nhà hoạt động độc lập với mục đích đạt được mục tiêu chính trị của họ thông qua việc sử dụng hành động trực tiếp hơn là thông qua cải cách chính sách. Các nhà hoạt động tham gia vào các chiến thuật phản kháng khác nhau, bao gồm hoạt động kỹ thuật số, gây thiệt hại tài sản, bạo lực thể xác và quấy rối đối với những người mà họ xác định là phát xít, phân biệt chủng tộc hoặc cực hữu. 
Các cá nhân tham gia phong trào có xu hướng giữ quan điểm chống tư bản, và áp dụng một loạt các ý thức hệ như vô chính phủ, chủ nghĩa xã hội, chủ nghĩa cộng sản, chủ nghĩa tự do và dân chủ xã hội. 

## Lịch sử
Khi nhà độc tài người Ý Benito Mussolini củng cố quyền lực dưới Đảng Phát xít Quốc gia vào giữa những năm 1920, một phong trào chống phát xít đối lập đã nổi lên ở cả Ý và các nước như Hoa Kỳ. Nhiều nhà lãnh đạo chống phát xít ở Hoa Kỳ là những người theo chủ nghĩa syndica, vô chính phủ, và du nhập xã hội chủ nghĩa từ Ý với kinh nghiệm trong tổ chức lao động và dân quân. Về mặt tư tưởng, antifa ở Mỹ coi mình là người kế thừa các nhà hoạt động chống phát xít trong những năm 1930; Các nhóm hoạt động châu Âu ban đầu được tổ chức để chống lại các chế độ độc tài phát xít trong giai đoạn Thế chiến II đã xuất hiện trở lại vào những năm 1970 và 1980 để chống lại quyền lực tối cao của người da trắng và bọn đầu trọc, và cuối cùng lan sang Mỹ. Sau Thế chiến II, nhưng trước sự phát triển của phong trào antifa hiện đại, các cuộc đối đầu bạo lực với các phần tử phát xít vẫn tiếp tục diễn ra lẻ tẻ.
Chính trị antifa hiện đại có thể bắt nguồn từ sự phản đối sự xâm nhập của nền nhạc punk của Anh bằng đầu trọc quyền lực trắng vào những năm 1970 và 1980, và sự xuất hiện của chủ nghĩa phát xít mới ở Đức sau khi Bức tường Berlin sụp đổ. Ở Đức, những người cánh tả trẻ tuổi, bao gồm cả những người vô chính phủ và những người hâm mộ nhạc punk, đã đổi mới cách thực hành chống chủ nghĩa phát xít trên đường phố. Người viết chuyên mục cột báo Peter Beinart viết rằng "vào cuối những năm 80, những người hâm mộ nhạc punk cánh tả ở Hoa Kỳ đã bắt đầu theo đuổi vụ kiện, mặc dù ban đầu họ gọi nhóm của họ là Hành động chống phân biệt chủng tộc (ARA) về lý thuyết rằng người Mỹ sẽ quen thuộc hơn với việc chống phân biệt chủng tộc hơn họ sẽ chiến đấu với chủ nghĩa phát xít. "